# Palazzo Boncompagni Cerasi
Il Palazzo Boncompagni Cerasi (o Buoncompagni Cerasi) è un palazzo di Roma, nel rione Campo Marzio, in via del Babuino al numero civico 51, nei pressi di piazza del Popolo.

## Storia
L'attuale palazzo è stato edificato nel 1738 dal cardinale Ottoboni, duca di Fiano, nello stesso luogo di un preesistente palazzo risalente al Cinquecento di proprietà di Alessandro Grandi. È proprio lo stesso Grandi a costruire, a ridosso dell'edificio, la celebre fontana del Babuino. Il palazzo passa successivamente alla famiglia Boncompagni, dove la costruzione verrà proseguita dalla principessa Maria Eleonora Boncompagni Ludovisi. Nel 1858 passa in enfiteusi perpetua al banchiere Antonio Cerasi: questi due proprietari storici sono ancora comunemente indicati come attuale denominazione del palazzo. Il palazzo è in stile Rococò, elevato dai due ai tre piani attuali dal Cerasi nel 1871, analogamente ad altri edifici della zona. Il portale principale, sormontato da un balcone, è ornato da varie figure, tra cui i caratteristici draghi.
Dal secolo XVI, la celebre fontana del Babuino, con l'omonima "statua parlante" e che finì per dare il nome alla antistante via del Babuino (in precedenza chiamata Via Paolina), era addossata al palazzo, costruita dal Grandi ad uso semipubblico in cambio dell'accesso idrico del palazzo e successivamente riscattata dalla Camera Capitolina. In seguito, essa venne trasferita nel cortile interno al palazzo, mentre dal 1959 è tornata ad ornare la via, anche se in posizione differente al passato, ovvero attigua alla chiesa di Sant'Atanasio dei Greci.

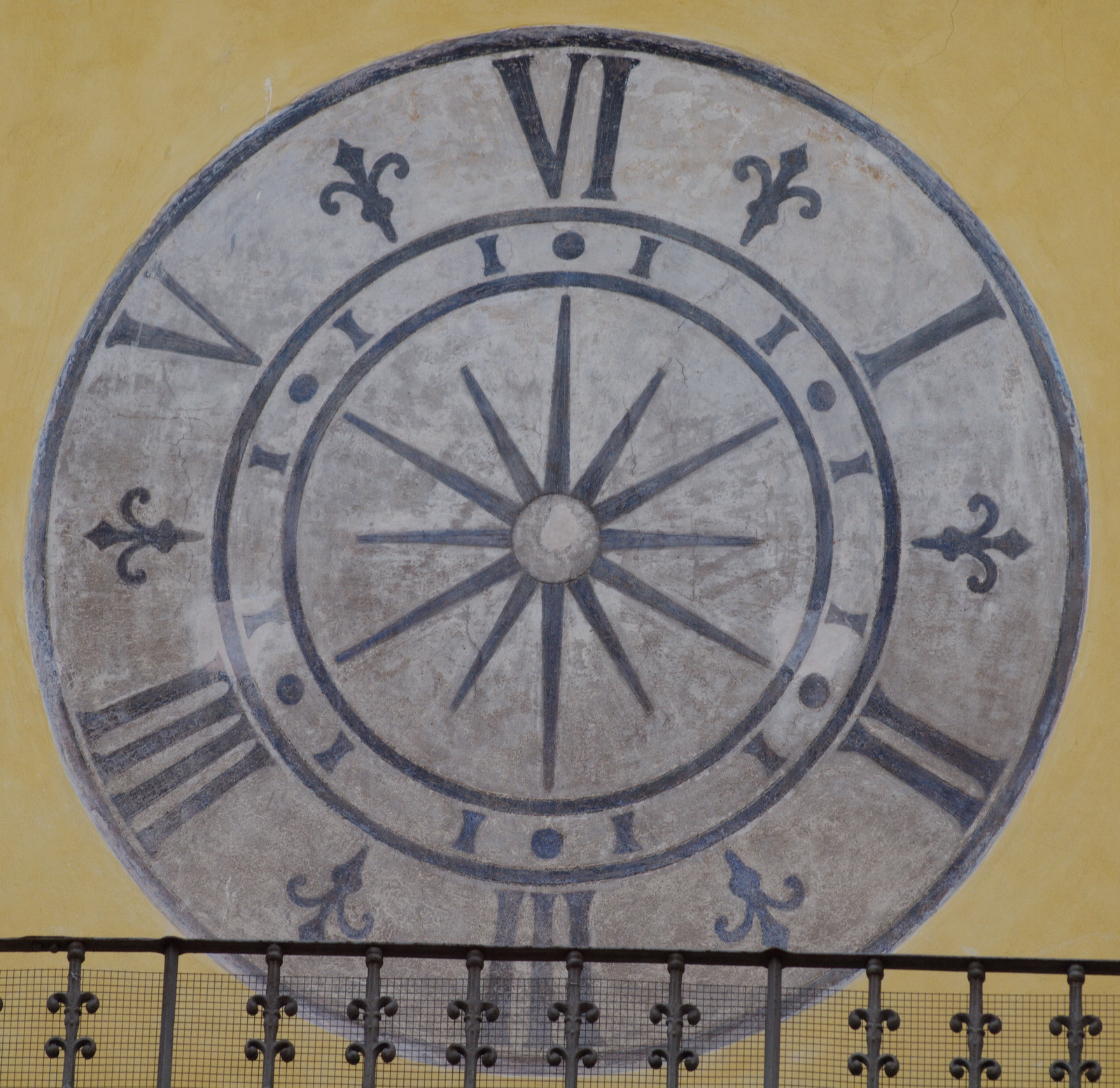
Orologio a sei ore del Palazzo Boncompagni Cerasi